# Parafia Trójcy Przenajświętszej w Rosicy
Parafia Trójcy Przenajświętszej w Rosicy (biał. Парафія Найсвяцейшай Тройцы ў Росіцы) – parafia rzymskokatolicka w Rosicy. Należy do dekanatu połockiego diecezji witebskiej. Jest prowadzona przez Marianów, którzy posługują także w parafiach w Oświei i Bigosowie. Kościół parafialny został ustanowiony sanktuarium Męczenników w Rosicy.

## Historia

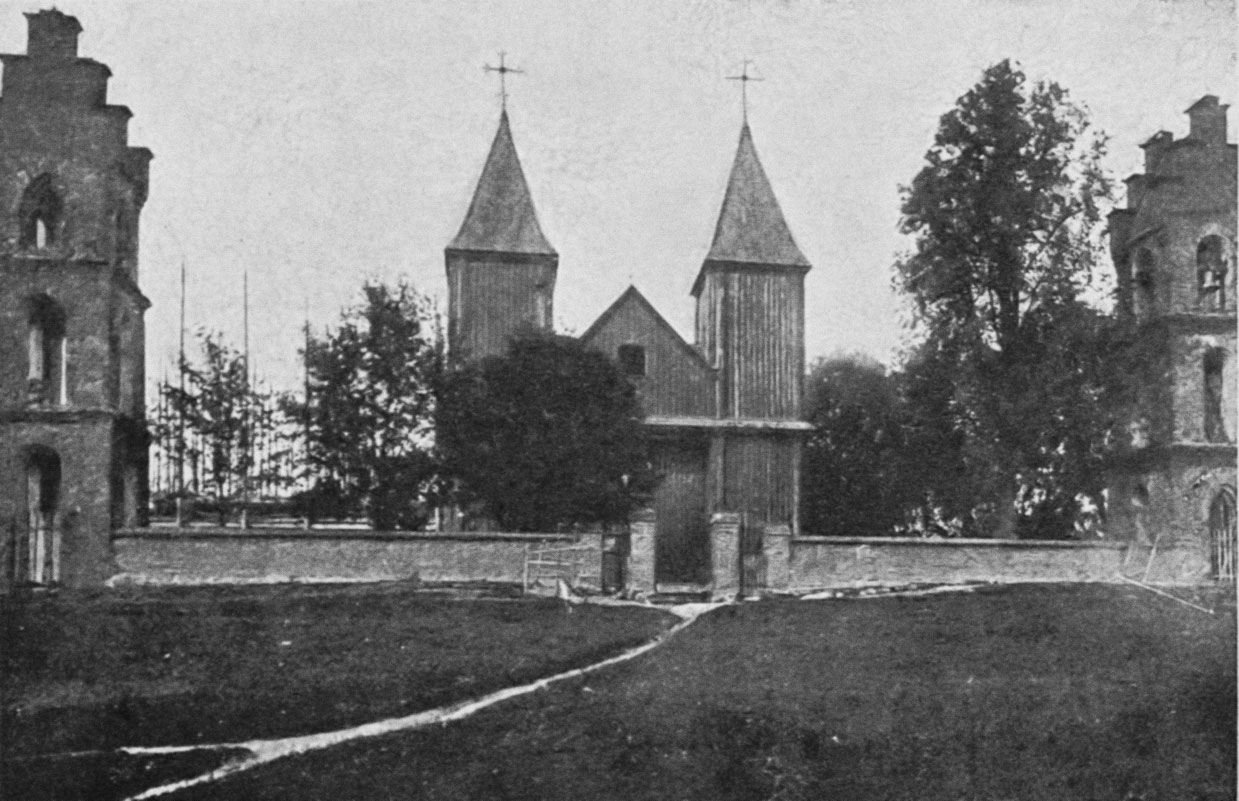
Dawny kościół w Rosicy

Pierwsze informacje o istnieniu kościoła w Rosicy pochodzą z 2 poł. XVI wieku. W 1778 r. wybudowano niewielki drewniany kościół ufundowany przez wojewodę brzeskolitewskiego Mikołaja Tadeusza Łopacińskiego. Został konsekrowany w 1792 r. W historii rosickiej parafii znazącą rolę odegrali Dorota i Mikołaj Łopacińscy, ks. biskup Józef Łopaciński oraz ks. biskup żmudzki Jan Nikodem Łopaciński, zwany „biskupem przyjacielem”.
Przed I wojną światową większa część parafii, zamieszkana przez ok. 8 tys. wiernych, obejmowała obszar obecnej Łotwy. W 1906 r. wzniesiono z cegły nowy murowany kościół w stylu romańskim, konsekrowany 20 stycznia 1911 r. Po traktacie ryskim parafia znalazła się na terytorium rosyjskim i przestała istnieć. Po ataku Niemiec na ZSRR w 1941 roku, Niemcy dali dużą autonomię Białorusi, pozwolili m.in. na odrodzenie duszpasterstwa. Zaczęto poszukiwać chętnych kapłanów do posługi w parafii Rosica. W 1942 r. zgłosili się księża Marianie: ks. Antoni Leszczewicz (został kierownikiem misji) i ks. Jerzy Kaszyra. W Rosicy posługiwały także siostry Eucharystki.
W wyniku przeprowadzonej przez niemieckie wojsko pacyfikacji, po II wojnie światowej w miejscowości ocalał jedynie kościół. W 1950 r. proboszcz ks. Lucjan Pawlik MIC otrzymał wyrok śmierci, który zmieniono na 25 lat więzienia. Powrócił z łagrów w 1956 r., ale nie miał prawa posługiwania w kościele. W świątyni znajdował się klub, stajnia, magazyn zboża oraz młyn. W 1989 r. zwrócono ją wiernym. 
W 1993 r. proboszczem oraz II radnym domu zakonnego w Drui z rezydencją w Rosicy został ks. Antoni Łoś MIC, który dokonał remontu kościoła. Ponownej konsekracji dokonał w dniu 19 sierpnia 2000 r. biskup witebski Władysław Blin.

## Męczeństwo bł. ks. Antoniego Leszczewicza i bł. ks. Jerzego Kaszyry

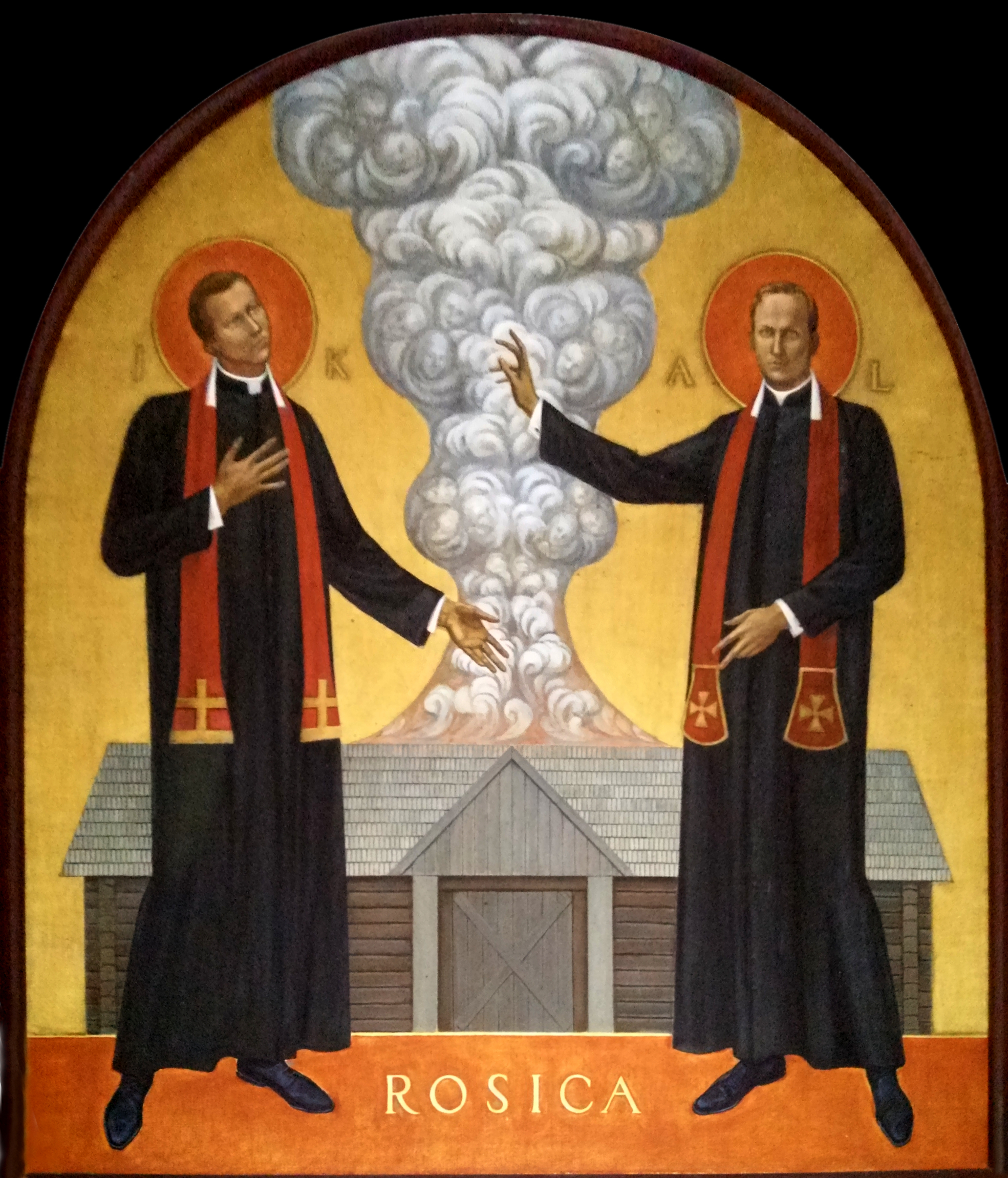
Ikona błogosławionych Męczenników znajdująca się w ołtarzu głównym kościoła w Rosicy

Przed Bożym Narodzeniem w 1942 r. ks. Antoni Leszczewicz otrzymał ostrzeżenie o planowanej akcji odwetowej i rady, aby księża i siostry opuściły te tereny. W ośrodku duszpasterskim Księży Marianów w Drui odbyła się narada wraz z posługującymi tam siostrami Eucharystkami. Pracowało tam wówczas 3 księży i 9 sióstr. Ustalono, że każdy ksiądz i każda siostra podejmie indywidualnie decyzję ucieczki lub pozostania. Ks. Władysław Łaszewski wraz z dwiema siostrami wyjechali przed nadejściem Niemców. Ks. Leszczewicz i ks. Kaszyca oraz siedem sióstr pozostali z wiernymi.
We wtorek 16 lutego 1943 r. rozpoczęła się akcja pacyfikacyjna w ramach karnej operacji Winterzauber, będąca odwetem na miejscowej ludności za pomoc radzieckim partyzantom. Niemieckie wojsko paliło domy, a ich mieszkańców gromadziło w kościele. Ludzi zdolnych do pracy wywożono do obozu koncentracyjnego w Salaspils i na roboty do Niemiec, pozostałych mordowano, a do uciekających strzelano. W kościele księża odprawiali Msze Święte, udzielali sakramentów i błogosławili ludzi, a siostry zakonne modliły się i opiekowały dziećmi. Na prośbę ks. Leszczewicza zostały one zwolnione. Ludzi więziono w kościele bez jedzenia i picia.  
W drugim dniu pacyfikacji po południu ks. Leszczewicz został wraz z grupą ludzi zawieziony do drewnianej stajni, którą polano benzyną, wrzucono do środka granaty i podpalono. Całą następną noc ks. Kaszyra spędził na modlitwie, klęcząc i leżąc krzyżem. 18 lutego 1943 r. zawieziono go pierwszymi saniami na miejsce egzekucji. Wcześniej pożegnał się z siostrami Eucharystkami i poprosił je o modlitwę. Wraz z kilkudziesięcioma osobami został zamknięty w drewnianej chacie, która została podpalona. Księża zostali spaleni wraz z 1526 innymi osobami.

## Proboszczowie
| imię i nazwisko          | daty urzędowania |
| ------------------------ | ---------------- |
| ks. Lucjan Pawlik MIC    |                  |
| ks. Antoni Łoś MIC       | 1993 – 2000      |
| ks. Czesław Kureczka MIC |                  |